# Valeriano Ordóñez Villaquirán
Valeriano Ordóñez Villaquirán (Zamora, ? - Burgos, 12 de agosto de 1512) fue un clérigo español abad de Alcalá la Real y obispo de Ciudad Rodrigo y Oviedo.
De ascendencia zamorana, el 24 de septiembre de 1501 fue nombrado obispo de Ciudad Rodrigo, puesto que mantiene hasta 1508 en el que se traslada a Oviedo al ser nombrado el 22 de diciembre de ese mismo año obispo de Oviedo.
Fue testigo del testamento de Isabel la Católica y estuvo presente en la jura de Juana la Loca y Felipe el Hermoso.
En el obispado de Oviedo patrocinó la construcción del retablo mayor de la Catedral de Oviedo, para la que donó la cantidad de 300 ducados y contrató al escultor Giralte de Bruselas. Su aportación e interés en la construcción del retablo, le valió ser representado en una de las escenas del mismo, honor que le concedió el cabildo catedralicio después de su muerte.
| Predecesor: Diego de Peralta           | Obispo de Ciudad Rodrigo 1501–1508 | Sucesor: Francisco de Bobadilla |
| Predecesor: García Ramírez Villaescusa | Obispo de Oviedo 1508–1512         | Sucesor: Diego de Muros         |